# Dolsko
Dolsko este o localitate din comuna Dol pri Ljubljani, Slovenia, cu o populație de 467 de locuitori.